# 니클라스 헤벨리드
니클라스 안데르스 헤벨리드(스웨덴어: Niclas Anders Hävelid, 1973년 4월 12일 ~ )는 스웨덴의 아이스하키 선수, 지도자로 현역 시절 포지션은 수비수이다. 내셔널 하키 리그(NHL)의 마이티 덕스 오브 애너하임, 애틀랜타 스래셔스, 뉴저지 데블스와 엘리트세리엔의 AIK 솔나, 말뫼 IF, 쇠데르텔리에 SK, 린셰핑 HC에서 570경기 이상 뛰었다.
스웨덴 국가대표팀 선수로도 활동하여 세계 선수권 대회에서 은메달 1개, 동메달 1개를 획득했고, 2006년 동계 올림픽에서 금메달을 획득했다. 은퇴 후에는 지도자로 활동하기 시작했으며, 현재 자신이 현역 시절 마지막 팀인 린셰핑 HC의 유소년팀과 스웨덴 U-17 대표팀의 코치를 맡고 있다.